# Gladiolus rogersii
Gladiolus rogersii är en irisväxtart som beskrevs av John Gilbert Baker. Gladiolus rogersii ingår i släktet sabelliljor, och familjen irisväxter. Inga underarter finns listade i Catalogue of Life.